# Isallobaar

Loop bewegende centra en catallobariques anallobariques tijdens de passage van een koufront (in de as lijnen van zeer geconcentreerd)

Een isallobaar is een isolijn van plaatsen waar gedurende een bepaalde tijdsduur (meestal 3 uur) de luchtdruk met eenzelfde waarde is veranderd. Op de nul-isallobaar is de luchtdruk in de afgelopen 3 uur gelijk gebleven. Isallobaren zijn van belang om een indruk te krijgen van de verplaatsing van druksystemen. Depressiekernen trekken aanvankelijk in de richting van het isallobarische minimum. Op weerkaarten worden de gebieden met de grootste luchtdrukstijgingen en -dalingen aangegeven met een S (stijggebied) en een D (daalgebied). Isallobaren worden rood getekend als rode lijn als de luchtdruk daalt en blauw als de luchtdruk stijgt. De nul-isallobaar is afwisselend rood-blauw gestreept. Bij naderende lagedrukgebieden passeert vaak eerst een daalgebied en op korte termijn trekt het lagedrukgebied in de richting van het isallobarische minimum. Bij naderende hogedrukgebieden komt eerst een stijggebied voorbij.

## Isallobarisch effect
Luchtdrukveranderingen hebben invloed op de wind. Bij grote stijg- en daalgebieden is er een isallobarische windcomponent. Deze is naar buiten gericht is uit een stijggebied en naar binnen gericht naar een daalgebied. Convergentie, het samenstromen van lucht, wordt versterkt door dit effect. Isallobarische effecten remmen een warmtefront vaak af, terwijl ze een koufront versnellen.